# Hernán Mendoza
Hernán Mendoza (Ciudad de México; 1 de octubre de 1963) es un actor y director de teatro mexicano.

## Inicios
Nació y creció en la Ciudad de México. Es hijo del fallecido director de teatro Héctor Mendoza, y hermano del reconocido director y compositor Rodrígo Mendoza, Durante su niñez, le gustaba actuar por diversión. Pese a que su padre era todo un icono del teatro en México, durante su juventud solía irse de pinta y practicar tiro con arco, luego cuidó vacas en un racho en Saltillo, ya que le gustaba la vida en el campo y finalmente decidió estudiar actuación. Estudió en el CEA de Televisa, ya que a la directora le hizo ilusión su profesión de vaquero. Luego de eso, entró al Núcleo de Estudios Teatrales evaluado por Julio Castillo y Luis Fernando de Tavira Noriega.

## Filmografía
- Ángeles sin paraíso (1992)
- Tres veces Sofía (1998) - Félix Rendón
- Zurdo (2003) -Benito
- Esperanza (2005)
- Los Sánchez (2004-2005) - Cacho
- Campeones de la vida (2006) - Pedro Chaparro
- Espérame en otro mundo (2007) - Sebastián
- La niñera (2007) - Tío Pepe
- Cambio de vida (2008)
- Asgaard (2008)
- Caja negra (2009) - Juan
- Lo que callamos las mujeres (2010) - Papá de Erik
- Cielo rojo (2011) - Bernardo Trejo/Román
- Espacio interior (2012) - KDT
- Después de Lucía (2012) -Roberto
- Amor cautivo (2012) - Camilo "Locamiro"
- Prohibido amar (2013) -Félix
- El incidente (2014) -Roberto
- Más negro que la noche (2014) - García
- La dictadura perfecta (2014) - El mazacote
- Azul Violeta (2015) -McKee
- Una última y nos vamos (2015) - Aurelio
- El Dandy (2015) - La Güera
- Purasangre (2016) - Manolo
- La 4ª Compañía (2016) - Palafox
- Sr. Ávila (2013-2016) - Ybarra
- Un día cualquiera (2016) - Humberto/Adolfo/Rafael
- Rosario Tijeras (2016-2019) - León Elías Arteaga
- Me gusta, pero me asusta / Mi Padrino (2017) - Gerardo Aguilar
- Ayúdame a pasar la noche (2017)
- Las hijas de Abril (2017) - Gregorio
- Mirreyes vs Godínez (2019) - Don Francisco
- Bronco la serie (2019) - Fermín Ordoñez[3]
- Esta historia me suena Vol.2 (2020) - Guillermo "Memo" Rosales
- Imperio de mentiras (2020) - José Luis Velasco Rodríguez[4]
- El Mantequilla: Maestro de la estafa (2023) - Jacinto Buenaventura[5]
- ¿Quieres ser mi hijo? (2023) - Raúl[6]
- Camino a Arcadia (2025)[7]